# Перов, Александр Владимирович
Алекса́ндр Влади́мирович Перо́в (9 июля 1978, Краснодар, СССР) — российский футболист, вратарь; тренер.

## Карьера
Воспитанник «Кубани», в которой затем провёл большую часть своей карьеры с 1995 по 2004 год (и затем ещё 2 года был связан с клубом контрактом), сыграв за это время в 79 матчах в лиге (из них 6 игр провёл в Высшей лиге России, пропустил 7 мячей), и ещё проведя за клуб несколько встреч в Кубке России. Проиграв конкуренцию за место в составе, в 2005 году поддерживал форму, выступая за любительский клуб «Динамо». В 2006 году перешёл на правах аренды в «Салют-Энергию». Сезон-2007 провёл в «Черноморце», В 2008 году выступал за «Машук-КМВ». С 2009 по 2010 играл в «Краснодаре», в 4 матчах пропустил 2 мяча.

## Достижения
- Серебряный призёр Первого дивизиона: 2003